# Szomnáthpur
Szomnáthpur (kannada nyelven: ಸೋಮನಾಥಪುರ, angolul: Somanathapura) jelentéktelen település India Karnátaka államában jelentős látnivalókkal. Maiszúrtól 35 km-re keletre fekszik a Kaveri folyó mellett.
A templomai a Hojszala uralkodók ideje alatt épültek a 13. században. Karnátaka államnak a dinasztia által felépített három legnagyobb Hojszalá-stílusú templomkomplexuma közül ez a legkésőbbi. A másik kettő Belurban és Halebidban van. 

## Galéria

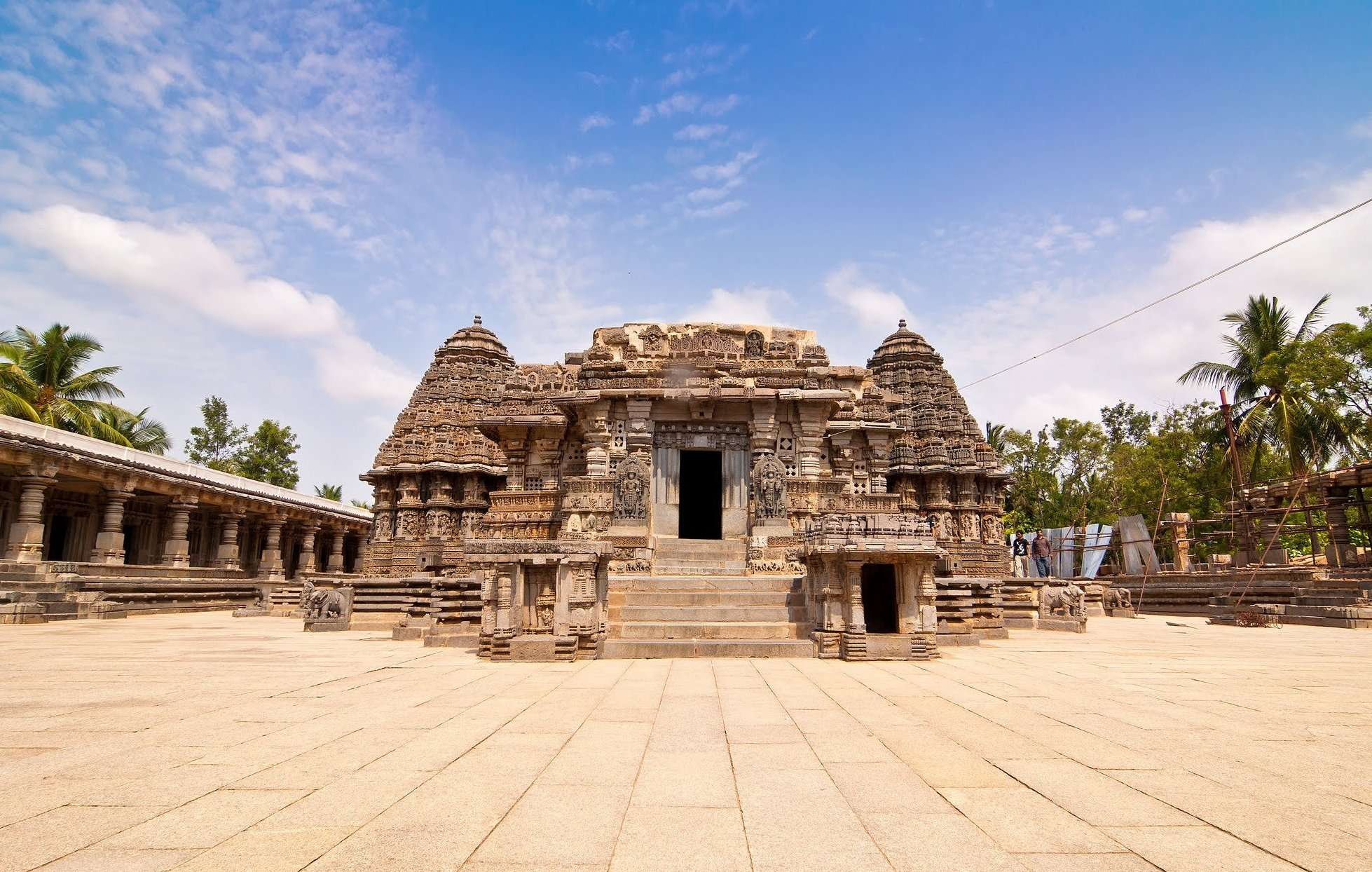
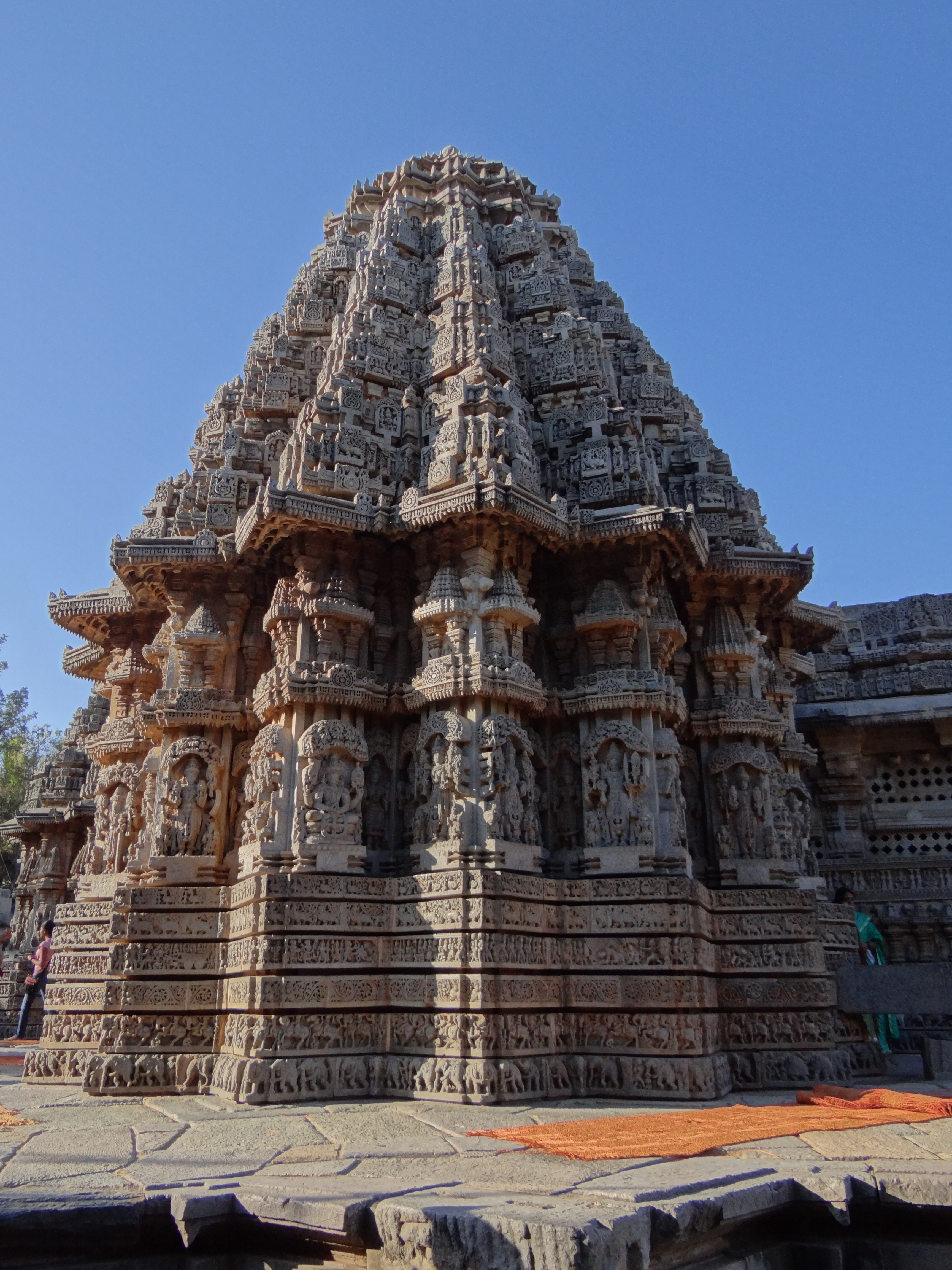
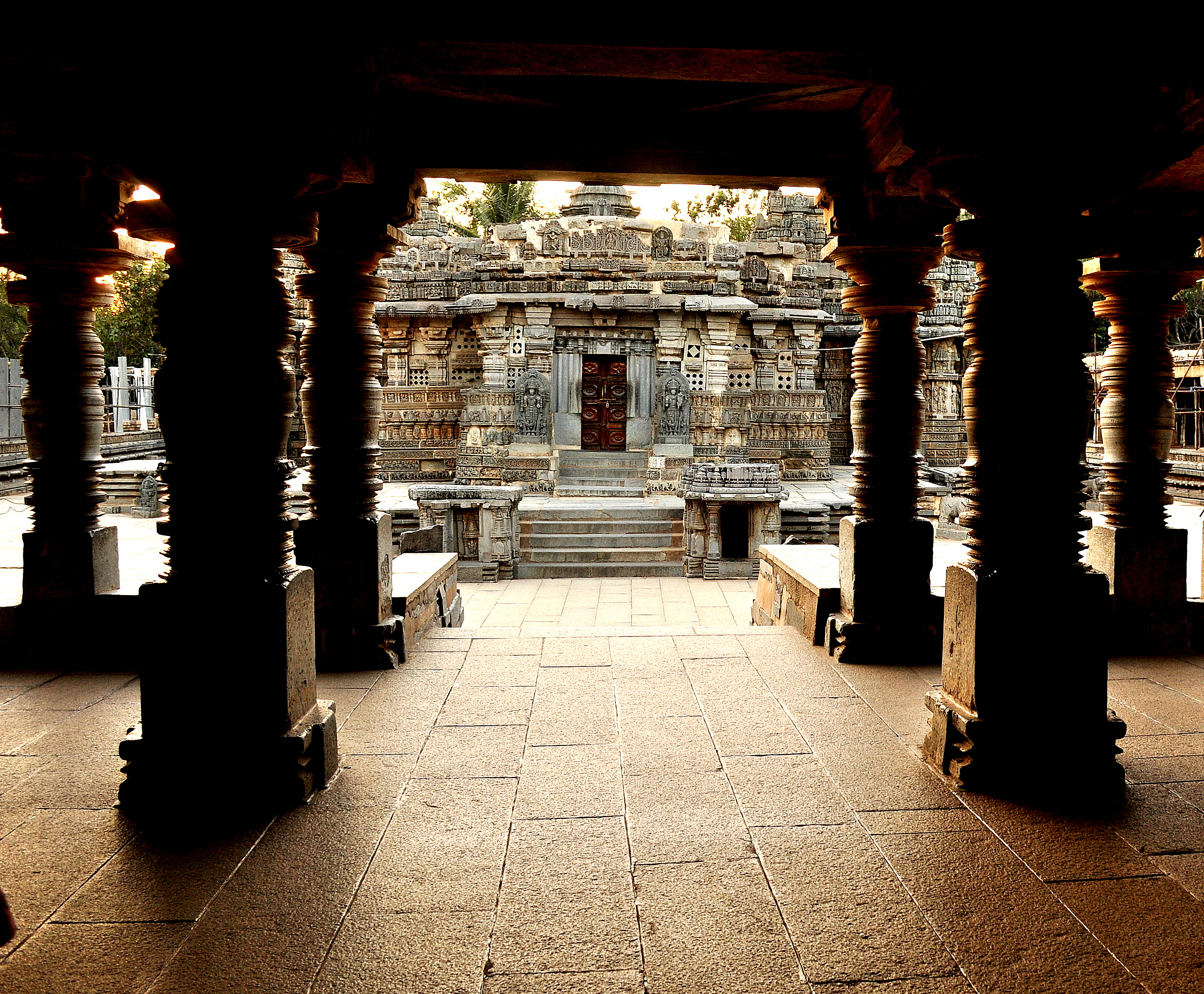

## Fordítás
- Ez a szócikk részben vagy egészben  a   Somanathapura című angol Wikipédia-szócikk fordításán alapul.  Az eredeti cikk szerkesztőit annak laptörténete sorolja fel. Ez a jelzés csupán a megfogalmazás eredetét és a szerzői jogokat jelzi, nem szolgál a cikkben szereplő információk forrásmegjelöléseként.